# Йоахим Хоминський

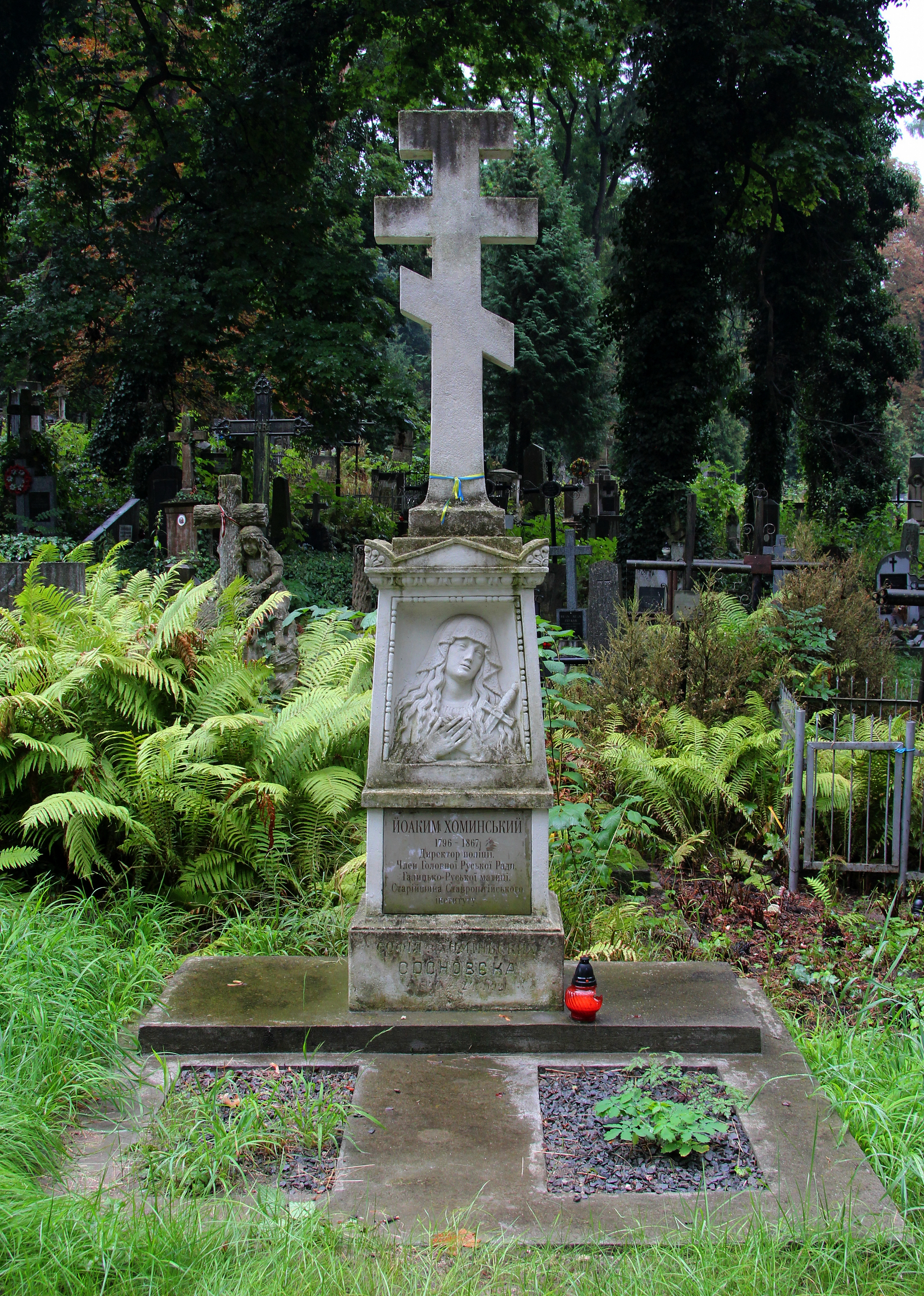

Яким Хомінський (вересень 1796, с. Карів, нині Сокальський район, Львівська обл. — 9 травня 1867, Львів) — австро-угорський урядник, громадський діяч. Директор львівської поліції у 1853—1863 роках. Діяч Головної Руської Ради, Галицько-Руської матиці, старійшина Ставропігійського інституту (1861—1867). Двічі обраний послом до Галицького сейму (1861 і 1863), однак обидва рази сейм не затвердив його повноваження.

## Життєпис
Народився у сім'ї пароха с. Карів (тепер Сокальський район Львівської області).
Закінчив богословський і юридичний факультети Львівського університету.
Від 1823 року — на державній службі. 1846 року на посаді комісара I рангу окружної адміністрації м. Тарнів звинувачений у підбурюванні місцевих селян до різні шляхти під час Краківського повстання 1846. Директор львівської поліції упродовж 1853—1863 років.
Член Головної Руської Ради, Галицько-Руської матиці, старійшина Ставропігійського інституту (1861—1867).
Двічі вигравав вибори до Галицького сейму в окрузі Белз — Угнів — Сокаль, але обидва рази (1861 і 1863) сейм не затвердив його повноваження через непевну репутацію.
Похований на 20 полі Личаківського цвинтаря.